# August Euler
August Euler, född 20 november 1868 i Oelde, Nordrhein-Westfalen, död 1 juli 1957 i Feldberg, Baden-Württemberg, var en tyska flygpionjär.